# Kaczórki (Nielisz)
Kaczórki – część wsi Nielisz w Polsce położona w województwie lubelskim, w powiecie zamojskim, w gminie Nielisz.
W latach 1975–1998 miejscowość administracyjnie należała do województwa zamojskiego.
Wierni Kościoła rzymskokatolickiego należą do parafii św. Wojciecha i Matki Bożej Różańcowej w Nieliszu.